# Eiswerder
Eiswerder ist der Name einer Insel in der Havel, nördlich der Spandauer Zitadelle. Die zum Berliner Ortsteil Hakenfelde gehörende Insel ist durch zwei Straßenbrücken mit dem Ostufer über die Kleine Eiswerderbrücke und dem Westufer über die Große Eiswerderbrücke verbunden. Nordöstlich vorgelagert befindet sich die Pionierinsel, eine kleine unbewohnte verwilderte Insel, die unter Naturschutz steht.
Das Gebiet gehörte bis 1910 zum Gutsbezirk Spandau, danach wurde es der Stadt Spandau eingegliedert.

## Geographie
Die Insel ist 140.000 m² groß. Der westlich von Eiswerder gelegene Teil der Havel ist hier Bundeswasserstraße. Die östlich der Insel gelegene Ausbuchtung der Havel, der Spandauer See, ist nur für kleine Sportboote schiffbar.
Etwa die Hälfte der Insel ist bewaldet. Die im südlichen Teil der Insel befindlichen Gebäude folgen nicht der Bauflucht der Spandauer Uferbebauung, sondern um 45° hierzu gedreht der Achse der Zitadelle.

## Geschichte
Bereits vor 1746 gehörte die Insel dem Amt Spandau. 1746 erhielt der steiermärkische Transmigrant Philipp Schupfer auf königlichen Befehl die öde Insel Eiswerder zur Ansiedelung. 1817 wurde in der Spandauer Zitadelle ein geheimes Brandraketen-Laboratorium eingerichtet. Es übersiedelte aber schon 1829 auf den Eiswerder, auf dem seit 1826 der Militärfiskus ein Königliches Feuerwerkslaboratorium errichtet hatte.

## Waffenschmiede

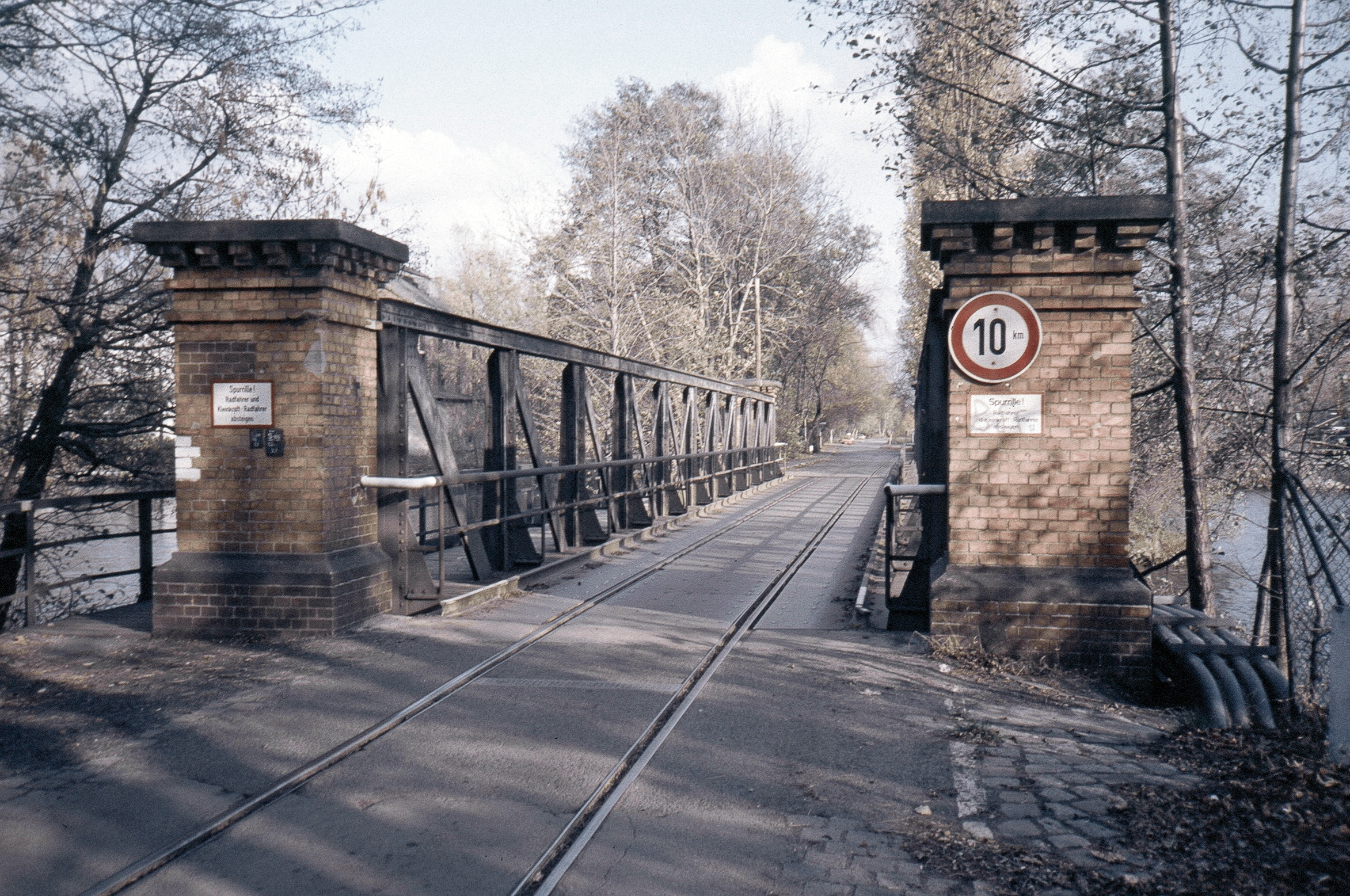
Kleine Eiswerderbrücke mit Gleis, Blick Richtung Haselhorst, 1986

Die Insel Eiswerder entwickelte sich im 19. Jahrhundert mit ihren Rüstungsfabriken zu einem bedeutenden Militärstandort. Auf ihr befanden sich eine Pulverfabrik, eine Geschützgießerei, eine Artilleriewerkstatt, eine Patronenfabrik und eine Munitionsfabrik. 1890 siedelte sich am Salzhof, nordöstlich der Insel Eiswerder, eine chemische Fabrik an, die die Säuren für die Munitionsherstellung produzierte. Die Rüstungsanlagen wurden 1892 über eine 31 m Eisenbahnbrücke (Kleine Eiswerderbrücke, nach dem Zweiten Weltkrieg für Kraftfahrzeuge freigegeben) über die Havel an den Spandauer Hamburger Bahnhof  der Berlin-Hamburger Bahn angeschlossen. 1908 wurde das Gleis westlich der Nonnendammallee mit der Siemens-Güterbahn verbunden und weiter zum Bahnhof Ruhleben geführt, die Verbindung zum Hamburger Bahnhof (1911–1936: Spandau Hauptbahnhof, seit 1998: Bahnhof Stresow) wurde im Zuge der Höherlegung seiner Anlagen 1910 aufgegeben. Zur Säurefabrik am Salzhof führte ein Nebengleis.
Innerhalb der Betriebe existierten zum Teil schmalspurige Werkbahnen, Gleise mit einer Spurweite von 600 mm waren auf Eiswerder noch bis 1986 vorhanden. Um die Explosionsgefahr zu mindern, kamen auf diesen Strecken feuerlose Dampfspeicherlokomotiven zum Einsatz.
→ Siehe auch: Militäreisenbahn Spandau

## Nutzung nach 1945
Nach dem Zweiten Weltkrieg dienten die verbliebenen Hallen und Flächen auf dem Eiswerder als Lagerungs- und Umschlagplatz für Getreide, auf dem Salzhof hingegen wurden Tanklager errichtet. Von 1953 bis 1990 lagerte hier der West-Berliner Senat die erweiterten Senatsreserven. Die Rhenus AG & Co. KG errichtete auf der Insel einen Lokschuppen und eine Wartungsgrube und übernahm 1988 von hier aus die Betriebsführung der Siemens-Güterbahn.
Von 1950 bis Anfang der 1970er Jahre befanden sich in den Räumen der vormaligen Pulver- und Munitionsfabrik Filmstudios der Filmproduktionsfirma CCC-Film von Artur Brauner. Der Eiswerder wurde auch zum Standort verschiedener Bootsclubs.

## Aktuelle Entwicklung

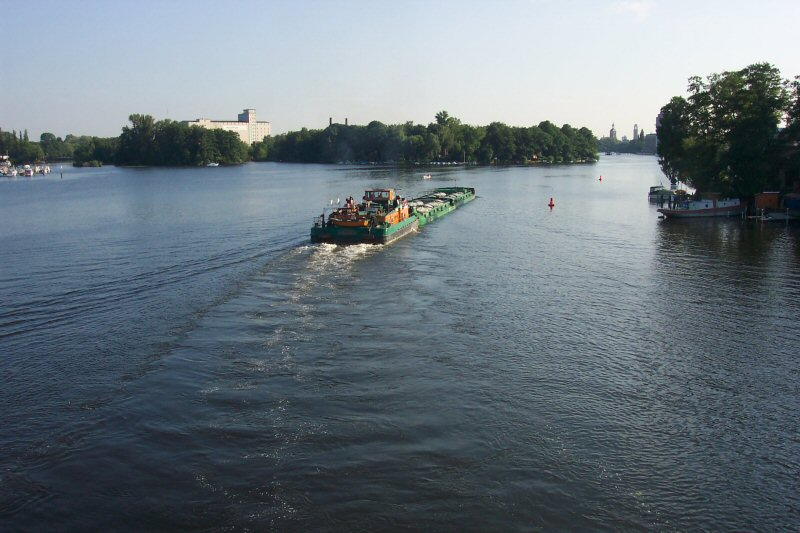
Insel Eiswerder (Mitte)

Im Jahr 1993 nahm der Entwicklungsträger der Wasserstadt Spandau Umbauten von Lagergebäuden der preußischen Pulverfabriken zur Büronutzung vor. Bald danach etablierten sich hier Gastronomie (Restaurants und Diskothek) und Fernsehstudios. Mittlerweile ist Eiswerder ein Gewerbestandort mit Schwerpunkt Kunst und Medien. Seit 2010 nimmt die Misch- und Wohnnutzung zu, es etablieren sich verschiedene Projekte, die die vorhandenen Baudenkmäler auf neue Weise nutzen. Im südlichen Teil der Insel entstehen auf einer Fläche von 13.000 m² im ersten Bauabschnitt acht Mehrfamilienhäuser, im zweiten Bauabschnitt wird eine Riegelbebauung stattfinden, das Gebäude soll als Boardinghouse und Bürogebäude genutzt werden. Zeitweise sollte Eiswerder auch als Meilenwerk genutzt werden, aber diese Pläne zerschlugen sich mit der Insolvenz der Meilenwerk AG im Januar 2016. Ein elfgeschossiges Hochhaus soll mit dem Riegelbau verbunden werden und Gastronomie, Büroflächen und Eigentumswohnungen enthalten. Zusätzlich sollen 224 Tiefgaragenplätze entstehen. Im Norden der Insel entstehen keine Wohnungen, es wird eine Parkanlage angelegt und so die Erholungs- und Freizeitangebote für die Bewohner der Insel, aber auch der angrenzenden Wasserstadt, verbessern.